# Taxa camarae
La Taxa Camarae o Taxa Camerae è un presunto elenco tariffario risalente al 1517 e dovuto a papa Leone X, redatto allo scopo di vendere assoluzioni sacramentali per peccati gravi già commessi o da commettersi in futuro. Il documento è stato e viene tuttora diffuso in seguito alla sua pubblicazione in calce al libro anticlericale dello spagnolo Pepe Rodríguez, intitolato Mentiras Fundamentales de la Iglesia Católica (tradotto in italiano: Verità e menzogne della Chiesa cattolica) 

## Il testo
Ecco la traduzione italiana dei 35 articoli di cui il documento sarebbe composto:
1. L'ecclesiastico che incorresse in peccato carnale, sia con suore, sia con cugine, nipoti o figliocce, sia, infine, con un'altra qualsiasi donna, sarà assolto, mediante il pagamento di 67 libbre,  12 soldi.
2. Se l'ecclesiastico, oltre al peccato di fornicazione chiedesse d'essere assolto dal peccato contro natura o di bestialità, dovrà pagare 219 libbre, 15 soldi. Ma se avesse commesso peccato contro natura con bambini o bestie e non con una donna, pagherà solamente 131 libbre, 15 soldi.
3. Il sacerdote che deflorasse una vergine, pagherà 2 libbre, 8 soldi.
4. La religiosa che ambisse la dignità di abbadessa dopo essersi data a uno o più uomini simultaneamente o successivamente, all'interno o fuori del convento, pagherà 131 libre, 15 soldi.
5. I sacerdoti che volessero vivere in concubinato con i loro parenti, pagheranno 76 libbre, 1 soldo.
6. Per ogni peccato di lussuria commesso da un laico, l'assoluzione costerà 27 libbre, 1 soldo; per gli incesti si aggiungerà a coscienza 4 libbre.
7. La donna adultera che chieda l'assoluzione per restare libera da ogni processo e avere ampie dispense per proseguire i propri rapporti illeciti, pagherà al Papa 87 libbre, 3 soldi. In un caso analogo, il marito pagherà uguale somma; se avessero commesso incesto con i propri figli aggiungeranno a coscienza 6 libbre.
8. L'assoluzione e la sicurezza di non essere perseguiti per i crimini di rapina, furto o incendio, costerà ai colpevoli 131 libbre, 7 soldi.
9. L'assoluzione dell'assassinio semplice commesso sulla persona di un laico si stabilisce in 15 libbre, 4 soldi, 3 denari.
10. Se l'assassino avesse dato la morte a due o più uomini in uno stesso giorno, pagherà come se ne avesse assassinato uno solo.
11. Il marito che infliggesse maltrattamenti a sua moglie, pagherà alle casse della cancelleria 3 libbre, 4 soldi; se fosse uccisa, pagherà 17 libbre, 15 soldi, e se le avesse dato morte per sposarsi con un'altra, pagherà, inoltre, 32 libbre, 9 soldi. Coloro che avessero aiutato il marito a perpetrare il crimine saranno assolti mediante il pagamento di 2 libbre a testa.
12. Chi affogasse suo figlio, pagherà 17 libbre, 15 soldi (o sia 2 libbre in più che per uccidere uno sconosciuto), e se a uccidere fossero il padre e la madre di comune accordo, pagheranno 27 libbre, 1 soldo per l'assoluzione.
13. La donna che distruggesse il figlio che porta nel suo ventre, e il padre che avesse contribuito alla realizzazione del crimine, pagheranno 17 libbre, 15 soldi ognuno. Colui che facilitasse l'aborto di una creatura che non fosse suo figlio, pagherà 1 libbra di meno.
14. Per l'assassinio di un fratello, una sorella, una madre o un padre, si pagherà 17 libbre, 5 soldi.
15. Colui che uccidesse un vescovo o un prelato di gerarchia superiore, pagherà 131 libbre, 14 soldi, 6 denari.
16. Se l'assassino avesse dato morte a più sacerdoti in varie occasioni, pagherà 137 libbre, 6 soldi, per la prima uccisione, e la metà per quelle successive.
17. Il vescovo o abate che commettesse omicidio per imboscata, incidente o per necessità, pagherà, per raggiungere l'assoluzione, 179 libbre, 14 soldi.
18. Colui che in anticipo volesse comperare l'assoluzione di ogni omicidio incidentale che potesse perpetrare in futuro, pagherà 168 libbre, 15 soldi.
19. L'eretico che si convertisse, pagherà per l'assoluzione 269 libbre. Il figlio dell'eretico arso, impiccato o giustiziato in qualsiasi altra forma potrà essere riabilitato solo mediante il pagamento di 218 libbre, 16 soldi, 9 denari.
20. L'ecclesiastico che non potendo pagare i propri debiti volesse liberarsi dall'essere processato dai creditori, consegnerà al Pontefice 17 libbre, 8 soldi, 6 denari, e gli sarà perdonato il debito.
21. Sarà concessa la licenza per installare posti di vendita di vari generi sotto i portici delle chiese, sarà concesso mediante il pagamento di 45 libbre, 19 soldi, 3 denari.
22. Il delitto di contrabbando e frode ai diritti del principe costerà 87 libbre, 3 denari.
23. La città che ambisse per i suoi abitanti o per i suoi sacerdoti, frati o monache, la licenza di mangiare carne e latticini in epoche in cui è proibito, pagherà 781 libbre, 10 soldi.
24. Il monastero che volesse variare la regola e vivere con minore astinenza di quella prescritta, pagherà 146 libbre, 5 soldi.
25. Il frate che per migliore convenienza o gusto volesse passare la vita in un eremo con una donna, consegnerà al tesoro pontificio 45 libbre, 19 soldi.
26. L'apostata vagabondo che volesse vivere senza ostacoli, pagherà uguale quantità per l'assoluzione.
27. Uguale quantità pagheranno i religiosi, siano questi secolari o regolari, che volessero viaggiare in abiti da laico.
28. Il figlio bastardo di un sacerdote che volesse essere preferito per succedere nella cura al padre, pagherà 27 libbre, 1 soldo.
29. Il bastardo che volesse ricevere ordini sacri e goderne i benefici, pagherà 15 libbre, 18 soldi, 6 denari.
30. Il figlio di genitori sconosciuti che voglia entrare negli ordini, pagherà al tesoro pontificio 27 libbre, 1 soldo.
31. I laici contraffatti o deformi che vogliano ricevere ordini sacri e possedere benefici, pagheranno alla cancelleria apostolica 58 libbre, 2 soldi.
32. Uguale somma pagherà il guercio dell'occhio destro, mentre il guercio dell'occhio sinistro pagherà al Papa 10 libbre, 7 soldi. Gli strabici pagheranno 45 libbre, 3 soldi.
33. Gli eunuchi che volessero entrare negli ordini, pagheranno la quantità di 310 libbre, 15 soldi.
34. Colui che per simonia volesse acquistare uno o molti benefici, s'indirizzerà ai tesorieri del Papa, che gli venderanno il diritto a un prezzo modico.
35. Colui che per avere mancato un giuramento volesse evitare ogni persecuzione e liberarsi di ogni tipo d'infamia, pagherà al Papa 131 libbre, 15 soldi. Inoltre consegnerà 3 libbre per ognuno di coloro che erano stati garantiti.

## Discussione intorno alla veridicità dell'elenco
Fin dalla pubblicazione del libro vi furono numerose reazioni, specialmente da parte di tutte quelle persone che non erano a conoscenza di questo documento e desideravano avere maggiori informazioni in merito. La lista, infatti, è stata edita senza nessun necessario riferimento bibliografico. Occorre premettere che tutti gli atti dei pontefici (per lo meno in epoca moderna) sono noti e pubblicati in raccolte ed edizioni a stampa (il Bullarium romanum, anzitutto) e di tutti abbiamo a disposizione l'originale. Ogni documento infatti veniva pubblicato ufficialmente e ricopiato in centinaia di esemplari che venivano inviati in ogni regione del mondo cristiano sottoposto all'autorità del Papa. Per questo motivo tutte le bolle dei pontefici e gli atti pubblici di governo sono disponibili in diverse copie dell'epoca, regolarmente sottoscritte e bollate dalla curia romana.
Ora, il documento sopra riprodotto non è riportato in nessuna delle edizioni degli atti pontifici, non è noto in forma originale e non se ne dispone di alcuna copia coeva che abbia un valore documentale accertato. Alcuni storici, per questo motivo, si sono affrettati a domandare al signor Rodríguez le necessarie referenze che egli aveva omesso di indicare, per verificare la provenienza del documento che egli aveva pubblicato, e che ad una prima lettura sembra chiaramente un falso denigratorio. Rodríguez non è fino ad oggi stato in grado di mostrare alcun documento papale originale; ha però solamente acconsentito a qualificarlo come "dubbioso". 
Rimane sullo sfondo il principio metodologico secondo cui un documento non esiste fino che non viene dimostrata prova accettabile della sua esistenza, e che è colui che produce documento che è tenuto a dimostrarne l'autenticità, e non coloro che il documento non conoscono. Diversamente chiunque potrebbe fabbricare un documento e presentarlo come autentico, e chiedere ad altri di dimostrare la sua falsità. Non si può dimostrare la falsità di una cosa che documentariamente non esiste.
Ben poco valore ha l'idea secondo cui il documento sarebbe nascosto in Vaticano. Ciò significherebbe che di quel documento esiste una sola copia, il che renderebbe immediatamente incredibile la dichiarazione secondo cui le tariffe sarebbero state realmente applicate e divulgate tra i fedeli. Un atto pontificio ufficiale non pubblicato con ogni mezzo è semplicemente un atto pontificio che non esiste. Peraltro, gli archivi vaticani che contengono la documentazione di quell'epoca sono aperti agli studiosi. Infine, se un documento è nascosto in una biblioteca, non si capisce come qualcuno sia in grado di pubblicarlo ma non sia in grado di chiarire nessuna delle circostanze in cui tale documento fu per lui accessibile.
Un gruppo di ricercatori ha raccolto una serie di documentazione in proposito, riprodotta nel loro sito internet. Anzitutto fu domandato al Rodríguez di produrre la documentazione su cui egli si era basato; egli rispose che il testo era stato ricavato da alcune fotocopie di pagine in lingua francese, ora sbiadite. Non fornì copie di quelle pagine né si dimostrò in grado di dare una referenza di qualche valore storico. La corrispondenza tra Rodríguez e questi ricercatori è stata resa pubblica nel sito di questi ultimi.
Alcuni sostengono l'autenticità del documento pur senza essere in grado di produrre alcuna referenza verificabile da uno storico. La discussione procede quindi - ma esclusivamente in questo campo dei non addetti ai lavori - sul piano inverificabile della personale inclinazione clericale o anticlericale.

## Probabile modello su cui il falso è stato costruito
È ben noto che in età rinascimentale sono realmente esistiti alcuni tariffari della curia romana, le cui copie autentiche sono attualmente consultabili. Essi però regolavano semplicemente il compenso da versarsi alla curia per la redazione materiale di qualche documento canonico, come tassa dovuta all'ufficio, a seconda dell'impegno che la preparazione e la scrittura in bella copia del documento richiedeva. Oggi tali elenchi di prezzi non esistono più, in quanto i dipendenti degli uffici vaticani sono stipendiati mensilmente, indipendentemente dalla quantità di documenti che producono. L'elenco di prezzi, perciò, non è altro che un tariffario di un ufficio, e non ha nulla a che fare con l'assoluzione dei peccati.
Certamente all'epoca di Leone X fu pubblicata una lista di tariffe per la curia romana, che fu in vigore durante il suo pontificato. Ma è altrettanto certo che questa ed altre simili liste "soffrirono gravi interpolazioni per opera dei protestanti, che alterarono abilmente la fraseologia e le cifre, di modo da fornire un aspetto esclusivamente venale e simoniaco alle concessioni del pontefice, per cui i poveri erano spietatamente esclusi, mentre i ricchi potevano ottenere con il denaro tutto ciò che desideravano"
Esistono numerose pubblicazioni di tariffari alterati, stampati nei paesi protestanti con intenzione di screditare la Chiesa romana. Oggi gli storici di ogni orientamento ne riconoscono l'evidente falsità, e li considerano documentazione utile per studiare i rapporti tra il protestantesimo e il cattolicesimo nei secoli delle controversie. Nessuna di queste liste alterate coincide però con il testo pubblicato da Rodríguez, e nessuna di esse giunge ad un tale grado di corruzione; probabilmente i falsari dell'epoca erano ben consapevoli che un carattere eccessivamente simoniaco del documento avrebbe immediatamente fatto dubitare della sua autenticità. Se sono dunque noti i modelli, rimane da accertare a chi sia dovuta la redazione del testo pubblicato da Rodríguez.